# Chalcorana mocquardii
Chalcorana mocquardii é uma espécie de anfíbio anuro da família Ranidae. Está presente na Indonésia. A UICN classificou-a como pouco preocupante.